# Hector De Prey
Hector Valentin Désiré René De Prey (Veurne, 1845 - 24 oktober 1887) was burgemeester van de Belgische gemeente Veurne en arrondissementscommissaris.

## Levensloop
Hector De Prey was de kleinzoon van Jean-Baptiste De Prey, schepen van Veurne en volksvertegenwoordiger, en de zoon van René De Prey (Veurne, 1815-1857) en van Sophie Waels. René de Prey was arrondissementscommissaris van 1842 tot aan zijn dood. Hij lag aan de basis van de rijksmiddelbare school in Veurne. Van 1846 tot 1848 was hij liberaal provincieraadslid. Bij zijn vroegtijdige dood waren zijn drie zoons, Gustave, Hector en Arthur nog minderjarig.
Hector de Prey trouwde met Valentine Van Severen en werd actief in liberale kringen. Hij werd penningmeester van de plaatselijke Liberale Associatie en trad in 1863 toe tot de liberale harmonie Sint-Cecilia, waar hij in 1871 penningmeester en in 1876 voorzitter van werd.
Hij werd verkozen tot gemeenteraadslid en van 1876 was hij schepen. Op 1 juli 1878 volgde hij August Behaeghel op als burgemeester van Veurne, maar op 31 december van dat jaar nam hij ontslag, na zijn benoeming tot arrondissementscommissaris, functie die hij bleef uitoefenen tot aan zijn vroegtijdige dood. 